# Bill Bixby
Wilfred Bailey Everett "Bill" Bixby, född 22 januari 1934 i San Francisco, Kalifornien, död 21 november 1993 i Century City i Los Angeles, Kalifornien, var en amerikansk skådespelare och regissör.

## Biografi
I ungdomen försörjde sig Bixby bland annat som fotomodell och livvakt och hade även en del småroller i filmer.
Bill Bixby blev populär genom TV-serien Min vän från Mars (1963-1966). Långt senare spelade han huvudrollen i TV-serien Hulken som Dr. David Banner, men han har även spelat en rad andra roller i flera andra serier som exempelvis första säsongen av De fattiga och de rika.
Bixby regisserade även TV-serier och TV-filmer. Han var till exempel innan sin död den ledande regissören av sitcomserien Blossom 1992-1993 och regisserade även ett par avsnitt av Hulken, inklusive en av TV-filmerna.
Åren 1971-1979 var han gift med skådespelaren Brenda Benet. Parets son, född 1974, avled av en mystisk virusinfektion 1981, sex år gammal. Skilsmässan från Bixby och förlusten av sonen tog Brenda Benet så hårt att hon begick självmord 1982.
1989 inledde Bixby ett förhållande med Laura Michaels, som han träffade under inspelningarna av Hulk-filmerna. Paret gifte sig på Hawaii 1990, men de skilde sig bara efter ett halvår.  Bill Bixbys sista äktenskap kom att bli med konstnären och formgivaren Judith Kliban, som nyligen hade blivit änka, de gifte sig i oktober 1993, men även det äktenskapet blev kortvarigt eftersom Bixby avled bara några veckor senare. 
År 1991 drabbades Bixby av prostatacancer. Han opererades och friskförklarades, men cancern kom tillbaka. I början av 1993, hade rykten börjat florera om att något inte stod rätt till med Bixbys hälsa, därför gick han ut offentligt och medverkade i flera TV-framträdanden där han berättade om sin cancer. Trots sin svaga hälsa fortsatte Bixby att arbeta som regissör. Vid det här laget var hans cancer omöjlig att operera och han avled i november 1993 bara några få dagar innan han hann att slutföra sitt arbete med TV-serien Blossom.  Även en ny TV-film om Hulken hade planerats, men projektet lades ner när Bixby dog.

## Filmografi

### Filmroller
- Diagnosis of Murder (1992)
- Diagnosis Murder (1992)
- Hulken - Den slutgiltiga uppgörelsen (1990)
- Hulken inför rätta (1989)
- Hulkens återkomst (1988)
- Oskyldig synd (1986)
- Mord är lätt (1982)
- Hulken slår till (1979)
- Return of the Incredible Hulk (1977)
- Kentucky Fried Movie (1977)
- Black Market Baby (1977)
- Death Games (1977)
- Hulken (1977)
- Diagnosis of Murder (1976)
- De fattiga och de rika (1976)
- Den store Houdini (1976)
- Äppelknyckargänget (1975)
- Speedway (1968)
- Det är inte möjligt, doktorn! (1967)
- Elvis i full rulle (1967)
- Brännmärkt för livet (1966)
- Irma la Douce (1963)

### Regi
- Kvinnan som älskade Elvis (1993)
- Par i äss (1991)
- I väntans tider (1991)
- Hulken - Den slutgiltiga uppgörelsen (1990)
- Hulken inför rätta (1989)
- Kiss of the Spy (1988)
- Three on a date (1978)
- Dubbelspel i väst (1975)

### Producent
- Hulkens återkomst (1988)
- Hulken inför rätta (1989)
- Hulken - Den slutgiltiga uppgörelsen (1990)